# Église Saint-Jean-Baptiste de Preyssac-d'Agonac
L'église Saint-Jean-Baptiste est une église catholique située à Château-l'Évêque, en France.
Elle fait l'objet d'une protection au titre des monuments historiques.

## Localisation
L'église est située dans le département français de la Dordogne, sur la commune de Château-l'Évêque, dans le hameau de Preyssac (ancienne commune de Preyssac-d'Agonac).

## Historique
De style roman, l'église est édifiée au XIIe siècle. Deux chapelles viendront s'y ajouter au XVIe siècle (style gothique) puis au XIXe siècle.
Dans la chapelle nord se trouve la pierre tombale de Jean-François Du Cluzel, seigneur du Biarneyx :
« Ici repose Messire François Ducluzel de la Chabrerie du But mestre de camp, ancien mousquetaire de la Garde du roi, chevalier de l'Ordre de Saint-Louis. Plein de religion, rare modèle de toutes les vertus, il rendit son âme à Dieu le 11 novembre 1782, dans la 87e année de son âge. Il voulut être enterré en ce lieu au milieu des pauvres dont il avait été le père. Passant, respectez sa tombe et priez pour lui. Requiescat in pace ! ».
L'église, entièrement restaurée, est inaugurée en novembre 2011, après dix années de travaux.

## Protection
Après une inscription au titre des monuments historiques le 5 janvier 1948, l'édifice est entièrement classé le 28 novembre 2003.

## Galerie de photos

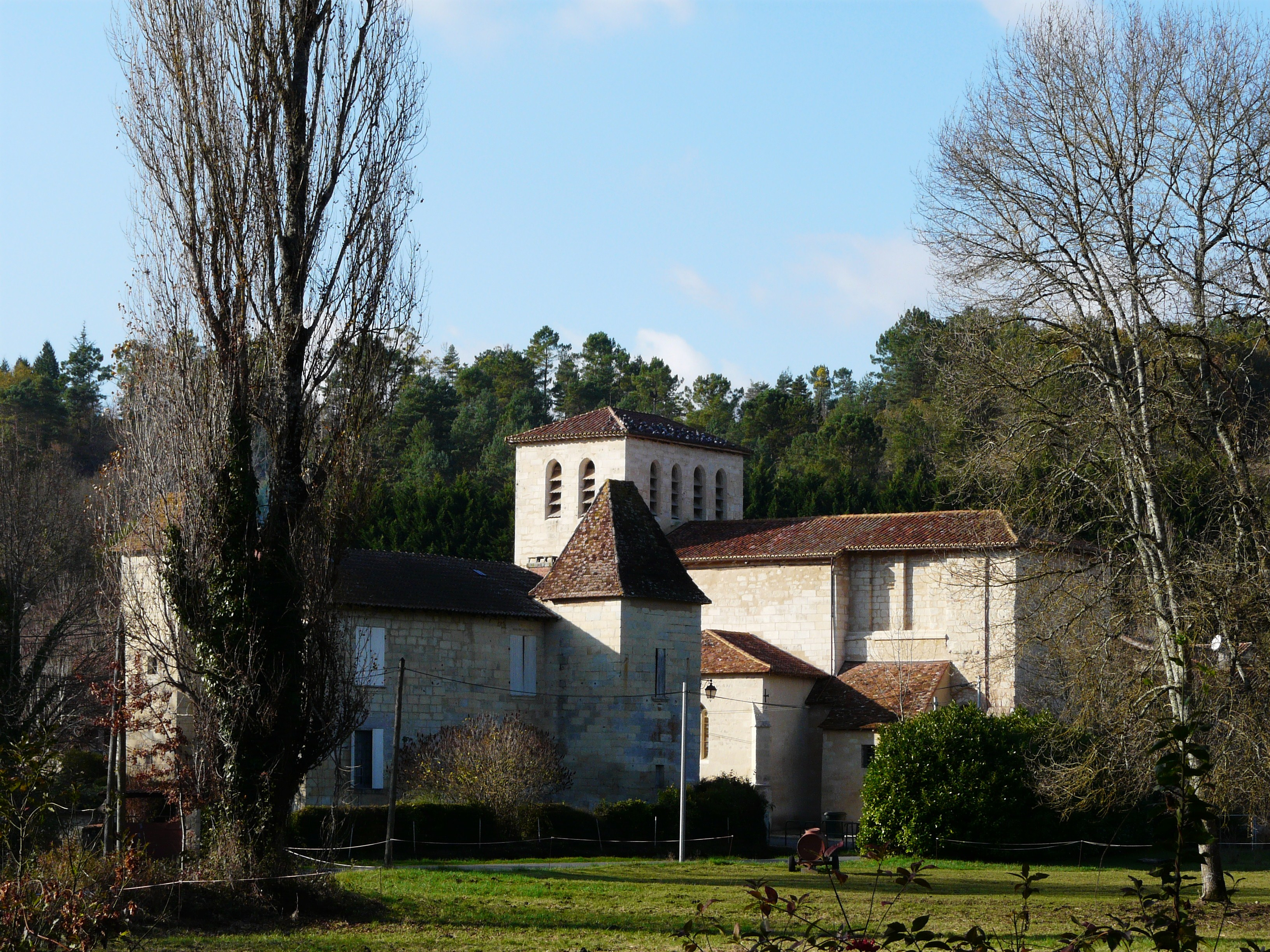
L'église et la gentilhommière de Preyssac.
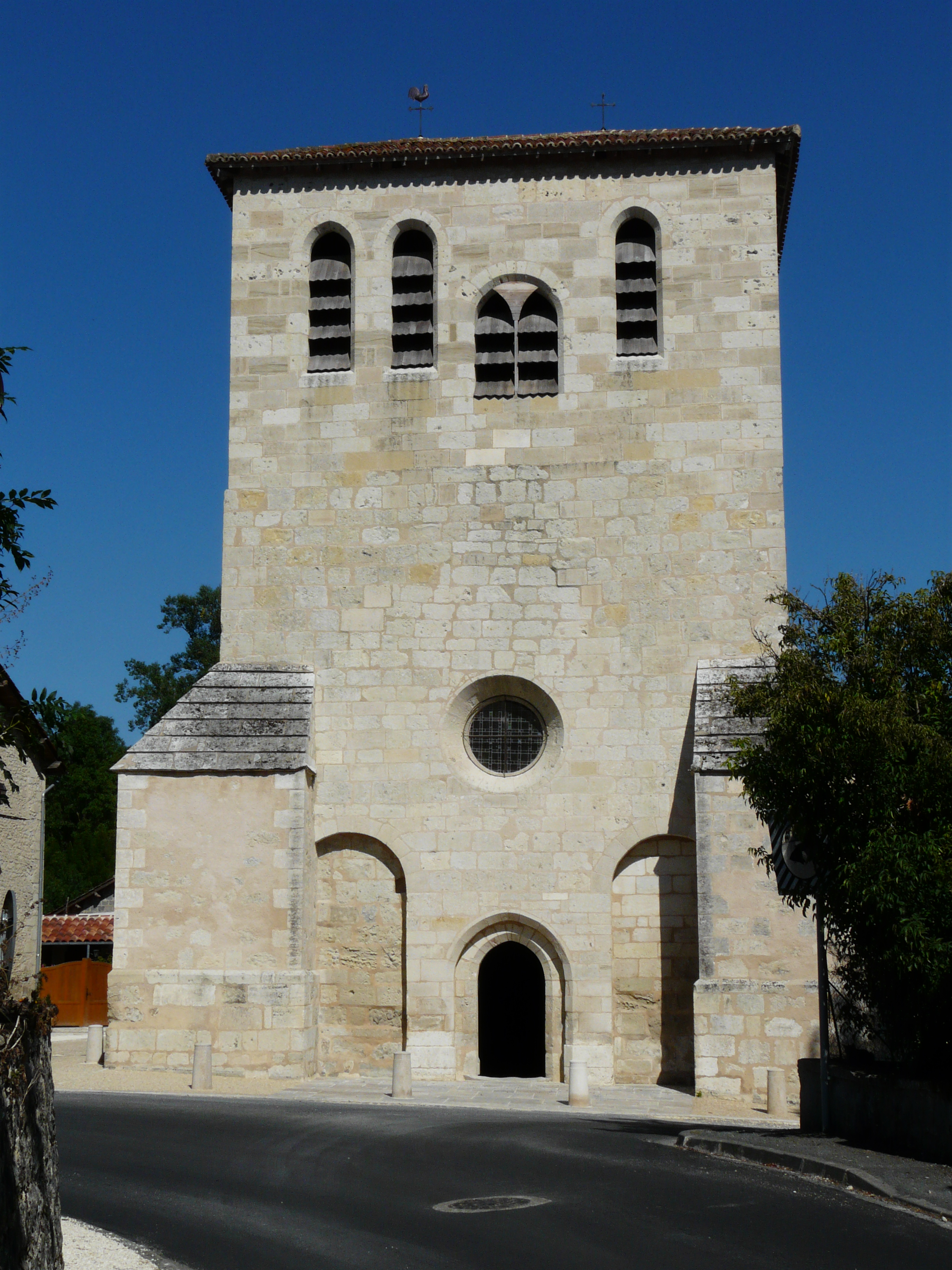
La façade occidentale.
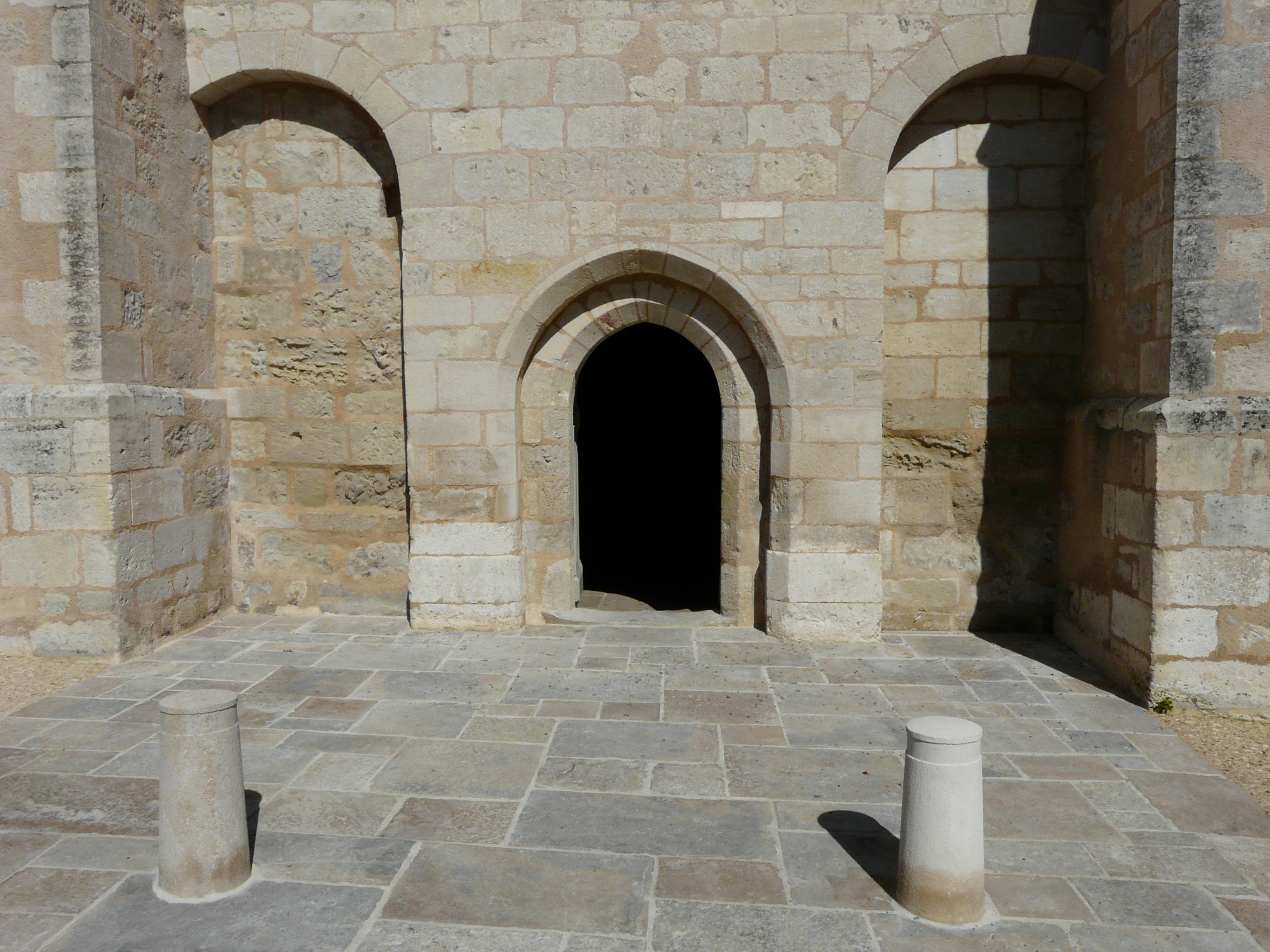
Le portail.
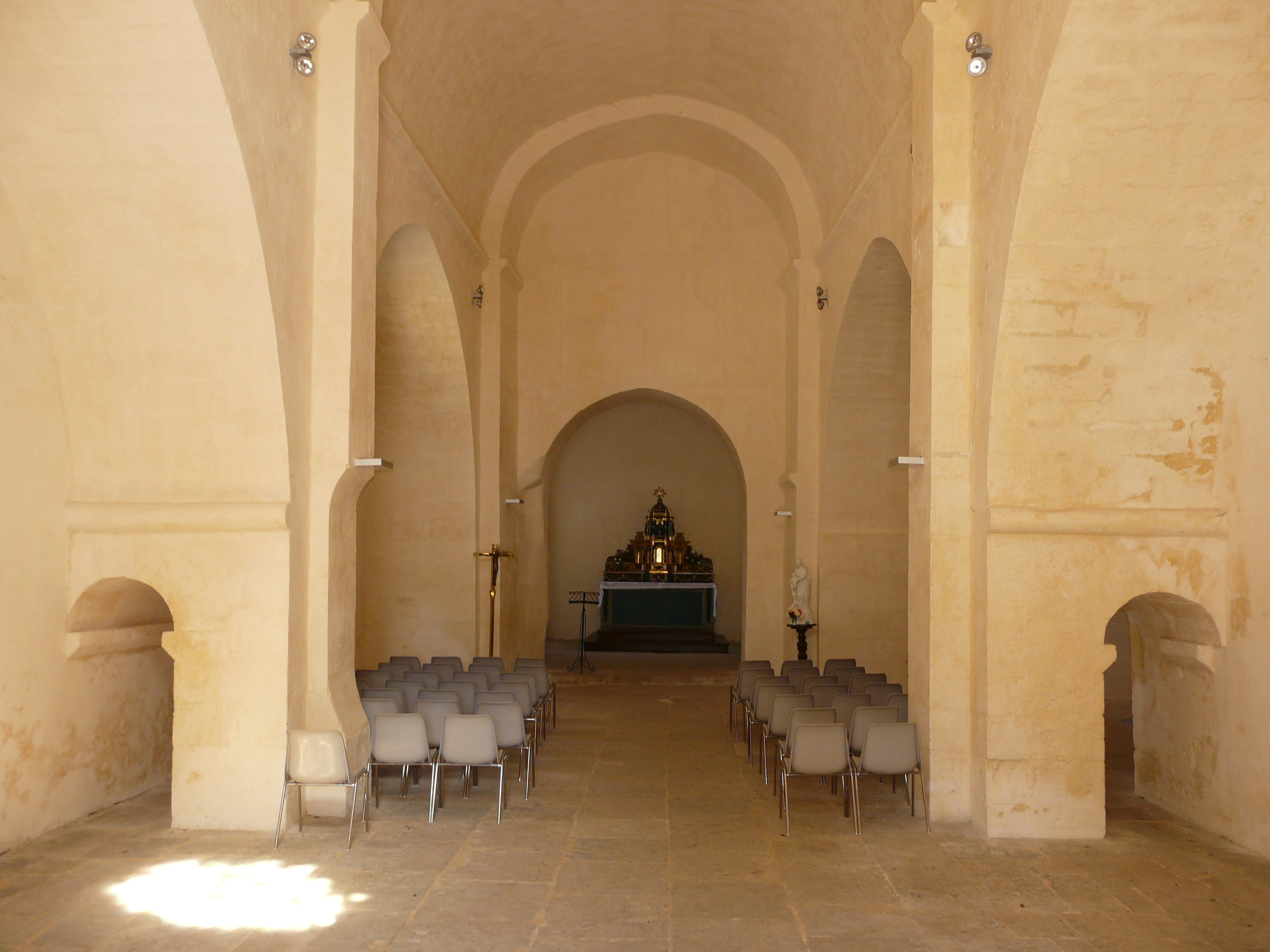
La nef.
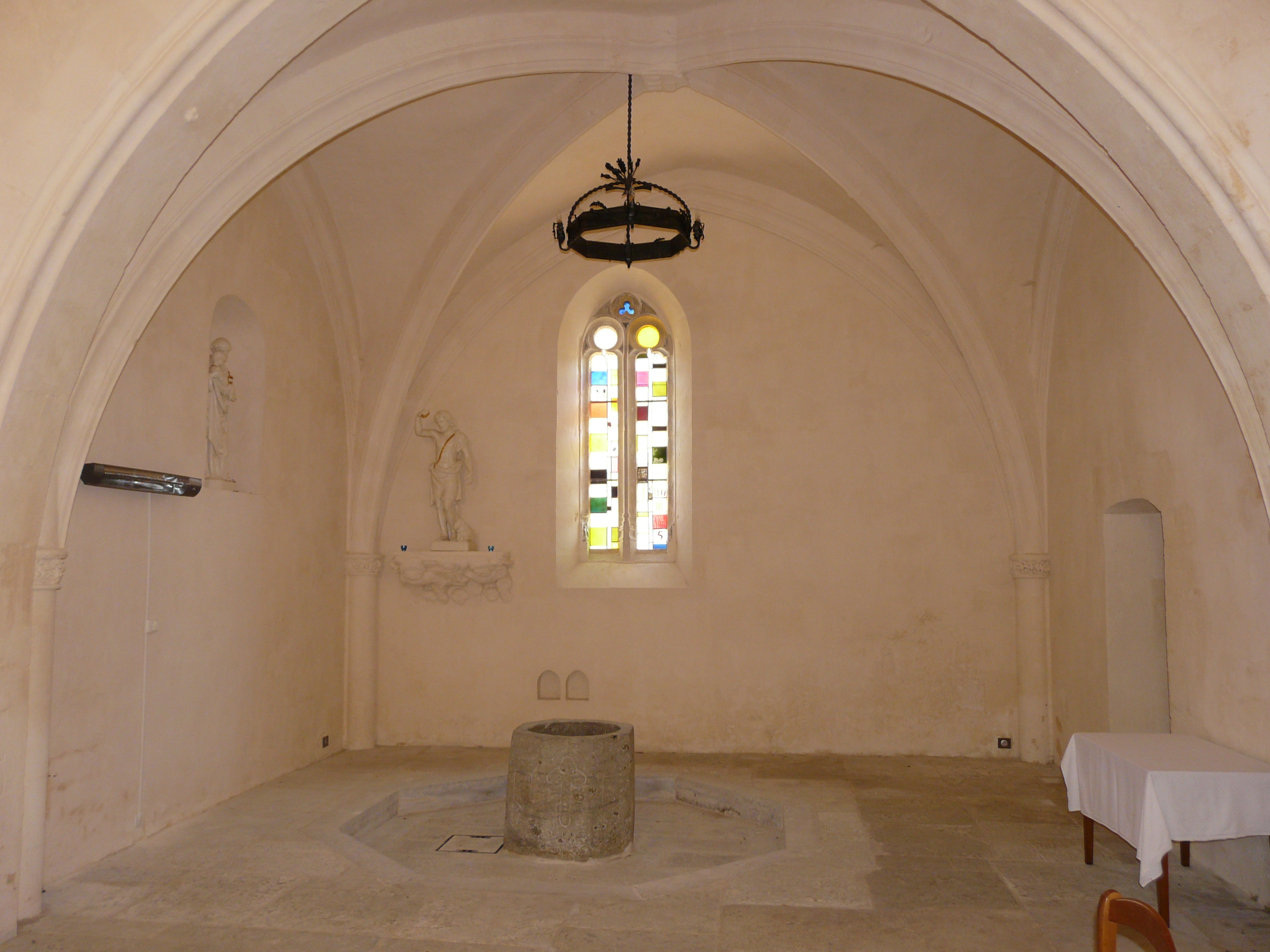
La chapelle sud.
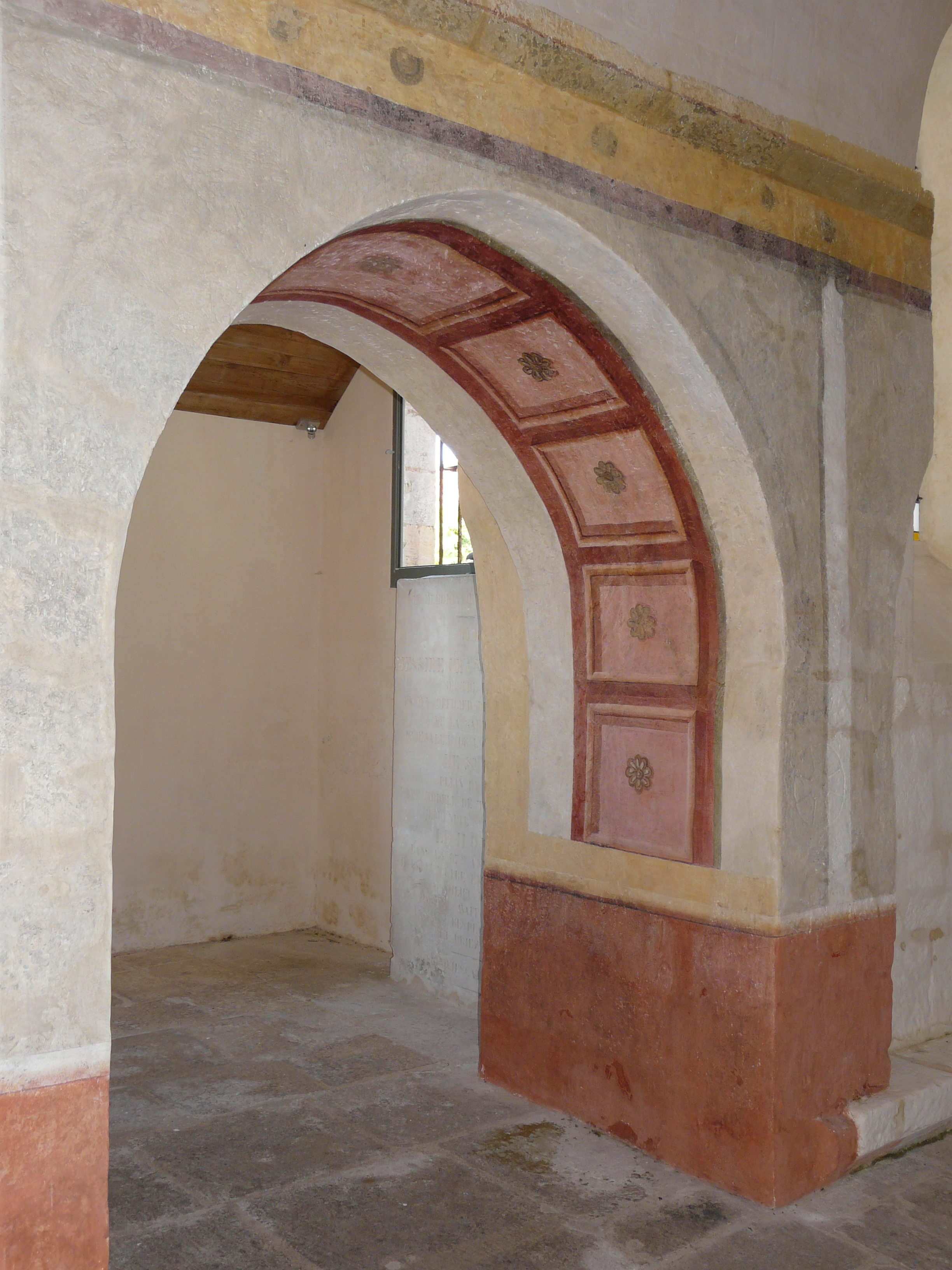
Passage du chœur vers la chapelle nord.